# 金斯福德 (密歇根州)
金斯福德（英語：Kingsford）是一個位於美國密歇根州迪金森縣的城市。

## 人口
根據2020年美國人口普查的數據，金斯福德的面積為11.85平方千米，當中陸地面積為11.19平方千米，而水域面積為0.66平方千米。當地共有人口5139人，而人口密度為每平方千米434人。